# Monte Porzio
Pour les articles homonymes, voir Monte Porzio Catone.
Monte Porzio est une commune italienne de la province de Pesaro et Urbino dans la région Marches en Italie.

## Administration
| Période                                  | Période | Identité | Étiquette | Qualité |
| ---------------------------------------- | ------- | -------- | --------- | ------- |
|                                          |         |          |           |         |
| Les données manquantes sont à compléter. |         |          |           |         |

### Communes limitrophes
Corinaldo, Mondavio, Orciano di Pesaro, San Costanzo, San Giorgio di Pesaro, Trecastelli